# Couville
Couville é uma comuna francesa na região administrativa da Normandia, no departamento Mancha. Estende-se por uma área de 8,64 km². Em 2010 a comuna tinha 1 182 habitantes (densidade: 136,8 hab./km²).